# Pjesma Eurovizije 1966.
Eurovizija 1966. je bila 11. Eurovizija održana 5. ožujka 1966. u Villa Louvigny,  Luxembourg, Luksemburg. Pobijedio je Udo Jürgens iz Austrije s pjesmom "Merci Chérie". Ovo je prva pobjeda Austrije. Uvedeno je pravilo da svaka država mora imati pjesmu na svojem jeziku.
Predstavnik Ujedinjenog Kraljevstva Kenneth McKellar je pjevao u kiltu, a prestavnica Nizozemske Milly Scott je bila prva crnkinja na Euroviziji. Tereza Kesovija ove je godine nastupala za Monako.

## Rezultati
| Broj | Zemlja                 | Jezik       | Pjevač                           | Pjesma                            | Pozicija | Bodovi |
| ---- | ---------------------- | ----------- | -------------------------------- | --------------------------------- | -------- | ------ |
| 1    | Njemačka               | njemački    | Margot Eskens                    | "Die Zeiger der Uhr"              | 10       | 7      |
| 2    | Danska                 | danski      | Ulla Pia                         | "Stop - mens legen er go'"        | 14       | 4      |
| 3    | Belgija                | francuski   | Tonia                            | "Un peu de poivre, un peu de sel" | 4        | 14     |
| 4    | Luksemburg             | francuski   | Michele Torr                     | "Ce soir je t'attendais"          | 10       | 7      |
| 5    | Jugoslavija            | slovenski   | Berta Ambrož                     | "Brez besed"                      | 7        | 9      |
| 6    | Norveška               | norveški    | Åse Kleveland                    | "Intet er nytt under solen"       | 3        | 15     |
| 7    | Finska                 | finski      | Ann Christine                    | "Playboy"                         | 10       | 7      |
| 8    | Portugal               | portugalski | Madalena Iglesias                | "Ele e ela"                       | 13       | 6      |
| 9    | Austrija               | njemački    | Udo Jürgens                      | "Merci Chérie"                    | 1        | 31     |
| 10   | Švedska                | švedski     | Lill Lindfors & Svante Thuresson | "Nygammal vals"                   | 2        | 16     |
| 11   | Španjolska             | španjolski  | Raphael                          | "Yo soy aquél"                    | 7        | 9      |
| 12   | Švicarska              | francuski   | Madeleine Pascal                 | "Ne vois-tu pas?"                 | 6        | 12     |
| 13   | Monako                 | francuski   | Tereza Kesovija                  | "Bien plus fort"                  | 17       | 0      |
| 14   | Italija                | talijanski  | Domenico Modugno                 | "Dio, come ti amo"                | 17       | 0      |
| 15   | Francuska              | francuski   | Dominique Walter                 | "Chez nous"                       | 16       | 1      |
| 16   | Nizozemska             | nizozemski  | Milly Scott                      | "Fernando en Filippo"             | 15       | 2      |
| 17   | Irska                  | engleski    | Dickie Rock                      | "Come Back to Stay"               | 4        | 14     |
| 18   | Ujedinjeno Kraljevstvo | engleski    | Kenneth McKellar                 | "A Man Without Love"              | 9        | 8      |

| Pjesma Eurovizije | Pjesma Eurovizije |
| --- | ----------------- |
| |                   |
| 01956. • 1957. • 1958. • 1959. • 1960. 1961. • 1962. • 1963. • 1964. • 1965. • 1966. • 1967. • 1968. • 1969. • 1970. 1971. • 1972. • 1973. • 1974. • 1975. • 1976. • 1977. • 1978. • 1979. • 1980. 1981. • 1982. • 1983. • 1984. • 1985. • 1986. • 1987. • 1988. • 1989. • 1990. 1991. • 1992. • 1993. • 1994. • 1995. • 1996. • 1997. • 1998. • 1999. • 2000. 2001. • 2002. • 2003. • 2004. • 2005. • 2006. • 2007. • 2008. • 2009. • 2010. 2011. • 2012. • 2013. • 2014. • 2015. • 2016. • 2017. • 2018. • 2019. • 2020. 2021. • 2022. • 2023. • 2024. • 2025. |                   |

| Pjesma Eurovizije | Pjesma Eurovizije |
| --- | ----------------- |
| |                   |
| 01956. • 1957. • 1958. • 1959. • 1960. 1961. • 1962. • 1963. • 1964. • 1965. • 1966. • 1967. • 1968. • 1969. • 1970. 1971. • 1972. • 1973. • 1974. • 1975. • 1976. • 1977. • 1978. • 1979. • 1980. 1981. • 1982. • 1983. • 1984. • 1985. • 1986. • 1987. • 1988. • 1989. • 1990. 1991. • 1992. • 1993. • 1994. • 1995. • 1996. • 1997. • 1998. • 1999. • 2000. 2001. • 2002. • 2003. • 2004. • 2005. • 2006. • 2007. • 2008. • 2009. • 2010. 2011. • 2012. • 2013. • 2014. • 2015. • 2016. • 2017. • 2018. • 2019. • 2020. 2021. • 2022. • 2023. • 2024. • 2025. |                   |